# Timothy J. Murphy

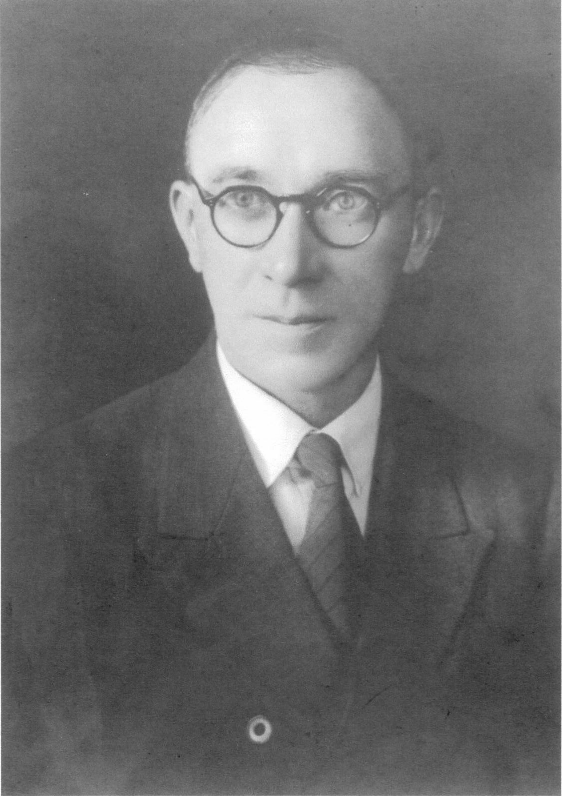
Timothy Joseph Murphy

Timothy Joseph Murphy (irisch Tadhg Ó Murchadha (* vor 1923; † 29. April 1949)) war ein irischer Politiker.
Murphy saß von 1923 bis 1951 für die Partei An Pairtí an Lucht Oibre im Dáil Éireann, dem Unterhaus des irischen Parlaments. Während des 13. Dáil war er von 1948 bis 1949 Minister für Lokale Verwaltung.